# Delphinium propinquum
Delphinium propinquum är en ranunkelväxtart som beskrevs av Sergej Arsenjevitj Nevskij. Delphinium propinquum ingår i släktet storriddarsporrar, och familjen ranunkelväxter. Inga underarter finns listade i Catalogue of Life.